# Sudamtex
La fábrica Sudamtex fue una empresa dedicada a la elaboración de productos textiles, ubicada en Colonia del Sacramento, República Oriental del Uruguay.
La empresa tenía también una fábrica en la ciudad de Buenos Aires y una planta en la Ciudad de Azul, Provincia de Buenos Aires.

## Historia
La fábrica Sudamtex fue inaugurada en Colonia del Sacramento el 7 de diciembre de 1945 como consecuencia del proyecto de expansión de la firma americana United Merchants and Manufacturing Co. La construcción del edificio fue llevada a cabo en el lapso de dos años por la constructora Christiani & Nielsen. Con el transcurso del tiempo llegó a ocupar 45.000 metros cuadrados de superficie. Durante el año 1945, los inversionistas realizaron una recorrida del territorio decidiendo finalmente establecerse en Colonia del Sacramento por su ubicación estratégica cerca de la costa y del puerto. La proximidad a la costa le permitía abastecerse del agua necesaria para producir, mientras que la proximidad al puerto le permitió abastecerse de fuel-oil a través de cañerías conectadas directamente a los barcos que llegaban al puerto de Colonia. 
El 21 de mayo de 2001 se produce el cierre de la planta tras la decisión del Directorio de liquidar la empresa.

## Producción
La fábrica así como sus sucursales, se especializaba en la elaboración de tejidos e hilados elaborados a partir de la combinación de materias primas naturales y sintéticas.